# ژان-لوپ دابادی
ژان-لوپ دابادی (انگلیسی: Jean-Loup Dabadie؛ زادهٔ ۲۷ سپتامبر ۱۹۳۸ – درگذشته ۲۴ مه ۲۰۲۰) یک خبرنگار، و نویسنده اهل فرانسه بود.